# Fatchullo Fatchullojev
Fatchullo Fatchullojev (tádžicky Фатҳулло Фатҳуллоев; * 24. března 1990) je tádžický fotbalový záložník a reprezentant, momentálně hráč tádžického klubu FC Istiklol.

## Reprezentační kariéra
Fatchullojev reprezentoval Tádžikistán v mládežnické kategorii U17. Zúčastnil se Mistrovství světa hráčů do 17 let 2007 v Jižní Koreji, kde tádžičtí mladí fotbalisté vypadli v osmifinále s Peru až v penaltovém rozstřelu.
V A mužstvu reprezentace Tádžikistánu debutoval v roce 2007.